# Scrophulariales
Scrophulariales is een botanische naam in de rang van orde: de naam is gevormd uit de familienaam Scrophulariaceae. Een orde onder deze naam wordt zelden erkend door systemen voor plantentaxonomie.
Het Cronquist systeem (1981) erkende wel zo'n orde, geplaatst in onderklasse Asteridae, met de volgende omschrijving:
- orde Scrophulariales
  - familie Acanthaceae
  - familie Bignoniaceae
  - familie Buddlejaceae
  - familie Gesneriaceae
  - familie Globulariaceae
  - familie Lentibulariaceae
  - familie Mendonciaceae
  - familie Myoporaceae
  - familie Oleaceae
  - familie Orobanchaceae
  - familie Pedaliaceae
  - familie Scrophulariaceae

Door APG worden deze planten ondergebracht in de orde Lamiales.